# Robin (komiks)

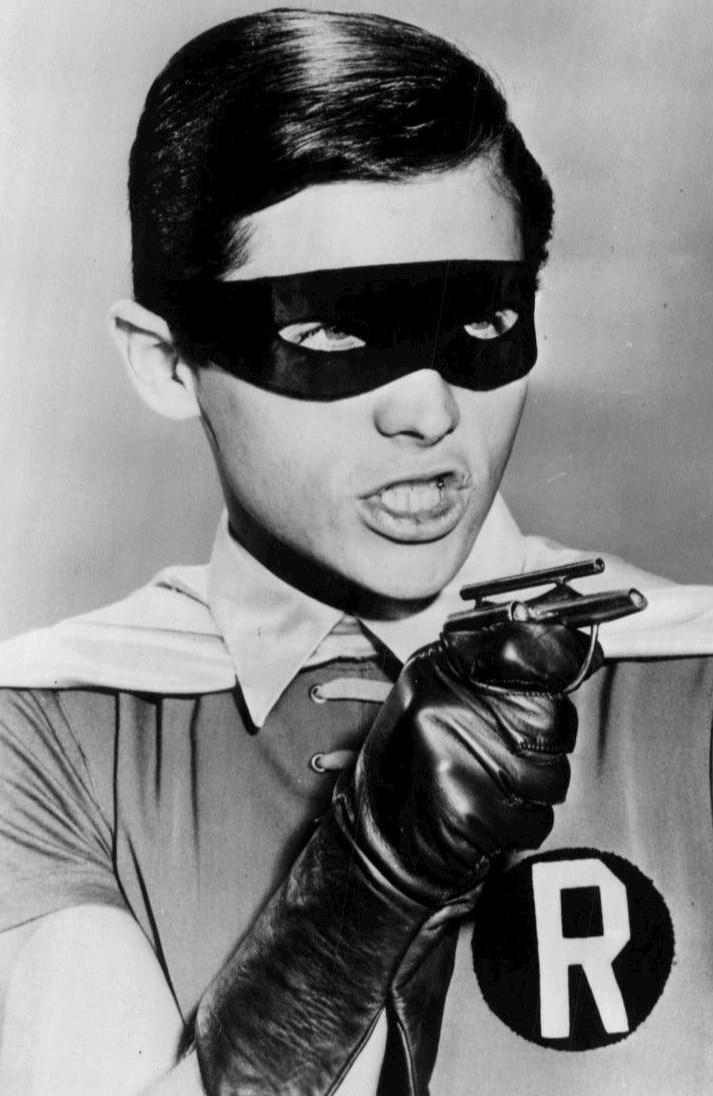
Burt Ward v roli Robina v televizním seriálu Batman (1966–1968)

Robin je jméno několika fiktivních superhrdinů, kteří se objevují v amerických komiksech vydávaných společností DC Comics. Postava byla původně vytvořena Bobem Kanem, Billem Fingerem a Jerrym Robinsonem, aby sloužila jako mladší protějšek superhrdiny Batmana. První z Robinů, Dick Grayson, byl poprvé představen v Detective Comics # 38 (duben 1940). Robin, vymyšlený za účelem přilákat mladé čtenáře, byl drtivou většinou přijat velmi pozitivně, čímž tehdy zdvojnásobil prodej komiksů s Batmanem. Robinova raná dobrodružství zahrnovala Star Spangled Comics # 65–130 (1947–1952), což byl první komiks s touto postavou v hlavní roli. Robin se od roku 1940 do začátku 80. let pravidelně objevoval v komiksech souvisejících s Batmanem a dalších publikacích DC Comics, dokud postava neodložila identitu Robina a nestala se samostatným superhrdinou Nightwingem. Tým Batmana a Robina se běžně označuje jako Caped Crusaders nebo Dynamic Duo.
Druhá inkarnace postavy, Jason Todd, se poprvé objevila v čísle Batman # 357 (1983). Tento Robin se pravidelně objevoval v komiksech souvisejících s Batmanem až do roku 1988, kdy byla postava zavražděna Jokerem v příběhu „Smrt v rodině“ (1989). Jason se po incidentu měnícím realitu ocitl znovu naživu, a nakonec se stal Red Hoodem. Krátká série Robin měla svou premiéru v roce 1991, tehdy byla také představena třetí inkarnace postavy: Tim Drake, který trénoval na roli Batmanova parťáka. Po dvou úspěšných pokračováních začal v roce 1993 vycházet měsíčník Robin, který skončil počátkem roku 2009. Ten pomohl jeho přechodu od pomocníka k samostatnému superhrdinovi. V dějové lince z roku 2004 se na krátkou dobu stala čtvrtým Robinem již dříve představená postava Stephanie Brownová, poté se role vrátila Timovi Drakovi. V příběhu „Battle for the Cowl“ z roku 2009 převzal identitu Robina Damian Wayne, který se jí v roce 2020 zřekl v Teen Titans Annual # 2.
Po rebootu kontinuity „New 52“ v roce 2011 byl Tim Drake přepracován tak, že převzal titul Red Robin, a Jason Todd, působící jako Red Hood, pomalu napravoval svůj vztah s Batmanem. Na stránkách Batman Eternal (2014) pokračoval Dick Grayson ve své roli Nightwinga a Stephanie Brownová byla znovu představena pod svou předchozí přezdívkou Spoiler. Obnova kontinuity DC Rebirth v roce 2016 začala s Damianem Waynem v roli Robina, Timem Drakem jako Red Robinem, Jasonem Toddem jako Red Hoodem a Dickem Graysonem jako Nightwingem. Robinové byli také uvedeni v příbězích zasazených do paralelních světů, a to díky konceptu mnohovesmíru. Například na původní Zemi-2 Dick Grayson nikdy nepřijal jméno Nightwing a nadále pracoval jako Robin až do dospělosti. V kontinuitě "New 52" je na "Zemi-2" Robinem Helena Wayneová, dcera Batmana a Catwoman, která uvízla na Zemi hlavní kontinuity a říká si Huntress.
V roce 2008 uvedl časopis Entertainment Weekly, že Robin je jedním z „nejlepších sidekicků“.